# Ferenc Buday
Ferenc Buday, madžarski rokometaš, * 19. januar 1951, Budimpešta.
Leta 1976 je na poletnih olimpijskih igrah v Montrealu v sestavi madžarske rokometne reprezentance osvojil šesto mesto.